# Dominique Pauthe
Pour les articles homonymes, voir Pauthe.
Dominique Pauthe, né le 23 janvier 1958, est un magistrat, président de la Cour de justice de la République. 

## Biographie
Dominique Pauthe commence sa carrière au tribunal de Nevers (Nièvre) en 1983. Quatre ans plus tard, il rejoint la région parisienne, à Melun (Seine-et-Marne), toujours à l'instruction, puis à la fin de l'année 1992, à Évry, où il est chargé des affaires politico-financières. 
Dominique Pauthe quitte la 11e chambre du tribunal de Paris en 2013 pour être nommé au tribunal de grande instance de Bobigny jusqu'en 2016. Il est ensuite affecté à la cour d'appel de Paris de 2016 à avril 2019, puis devient conseiller à la Cour de cassation en avril 2019. 
Il est nommé président de la Cour de justice de la République en décembre 2019.

## Affaires notables
- En 2005, à Créteil, il préside le procès de l’affaire des HLM des Hauts-de-Seine, mettant notamment en cause Didier Schuller (qui sera condamné) et le maire de Levallois-Perret, Patrick Balkany, qui sera relaxé[1].
- En 2006, il condamne l’ex-PDG d’Air Lib, Jean-Charles Corbet, à 18 mois ferme[2].

### Le procès de la Sofremi
Dominique Pauthe est nommé à la présidence de la 11e chambre correctionnelle à Paris en juin 2006 où se jugent des dossiers financiers sensibles et complexes. En 2007, il préside les audiences du procès Sofremi où neuf prévenus, dont le fils de Charles Pasqua, Pierre Falcone et Jean-Charles Marchiani, sont accusés de détournement de fonds. Au terme de ce procès, Pierre-Philippe Pasqua est condamné à un an et demi d’emprisonnement ferme et six mois avec sursis, Pierre Falcone à un an ferme et un an avec sursis, Bernard Dubois à trois ans avec sursis, Bernard Poussier à deux ans ferme et un an avec sursis, et Bernard Guillet à six mois avec sursis. Nicolas Maroslavac, Jean-Charles Marchiani, Iskandar et Akram Safa sont relaxés. 

### Le procès Clearstream
En septembre 2009, il préside la première audience du procès Clearstream où l’un des prévenus est l’ancien premier ministre Dominique de Villepin, et la principale partie civile est le président de la république Nicolas Sarkozy (les autres participants étant Pierre-Philippe Pasqua, Charles Pasqua, Jean-Charles Marchiani, Dominique Strauss-Kahn, Brice Hortefeux, Pierre Charon et Bernard Squarcini). Jean-Louis Gergorin est reconnu coupable de dénonciation calomnieuse, usage de faux, recel d'abus de confiance et vol, et condamné à 3 ans de prison, dont 15 mois de prison ferme, et 40 000 euros d'amende ; Imad Lahoud est reconnu coupable de complicité de dénonciation calomnieuse, de faux, d'usage de faux et de recel d'abus de confiance et condamné à 3 ans de prison, dont 18 mois de prison ferme, et 40 000 euros d'amende ; Florian Bourges est reconnu coupable d'abus de confiance et condamné à 4 mois de prison avec sursis ; quant à Dominique de Villepin et Denis Robert, ils sont relaxés.

### Le procès de Jérôme Kerviel
En octobre 2010, Dominique Pauthe préside le procès Jérôme Kerviel, où l’ex-trader est condamné à 5 ans de prison, dont 3 ferme, et au paiement de 4,9 milliards d’euros de dommages et intérêts à la Société Générale. Le jugement dédouane intégralement la Société Générale de toute responsabilité, alors que des carences graves du système de contrôle interne ont été confirmées à Bercy par plusieurs hauts fonctionnaires de la direction du Trésor et par la commission bancaire.

### Le procès des emplois fictifs de la mairie de Paris
En septembre 2011, il préside le procès des emplois fictifs de la mairie de Paris, au terme duquel l'ancien président de la République Jacques Chirac est condamné à la peine de deux ans d'emprisonnement avec sursis.

### Deux procès de la Cour de justice de la République
En 2021, la Cour de justice de la République présidée par Dominique Pauthe juge l'affaire des frégates d'Arabie saoudite et des sous-marins du Pakistan, dite « Affaire Karachi », la Cour condamne François Léotard. En 2022, la Cour condamne Kader Arif.